# Орегон, мой Орегон
«Орегон, мой Орегон» (англ. Oregon, My Oregon) — гимн американского штата Орегон. Песня была создана для конкурса песен в 1920 году, имеет 16 строк и 2 куплета и стала официальной песней штата в 1927 году. 

## История
В 1920 году общество композиторов Орегона провело конкурс по выбору песни штата. Победившая в конкурсе песня «Орегон, мой Орегон» была создана Джоном Эндрю Бьюкененом (англ. John Andrew Buchanan), написавшим её текст, и Генри Бернардом Муртагом (англ. Henry Bernard Murtagh), который написал музыку. Бьюкенен был автором-любителем и занимал должность городского судьи в городе Астория. В свою очередь, Муртаг был профессиональным музыкантом с Бродвея, но свою известность он получил как профессиональный театральный органист на Западном побережье в эпоху немого кино. 
После выбора песни общество композиторов занялось её продвижением, проводя выступления на общественных площадках по всему штату, а также в школах и университетах. 
12 февраля 1927 года песня была официально принята в качестве песни штата совместным постановлением легислатуры Орегона. 
В 2009 году член палаты представителей Орегона Джин Уиснант (англ. Gene Whisnant) предложил выбрать новую официальную песню штата. Также в 2017 году был предложен законопроект, по которому текст песни должен был быть обновлён, «чтобы отразить культурную, историческую, экономическую и социальную эволюцию» штата. 

## Описание
Текст песни содержит две основные темы: чествование ранних поселенцев и пионеров Орегона и хвала естественной красоты штата. Муртаг написал песню как марш в фа мажоре . В отличие от двух других схожих по названию песен штата — «Мэриленд, мой Мэриленд» и «Мичиган, мой Мичиган» — для песни «Орегон, мой Орегон» не используется мелодия «O Tannenbaum». 